# Marie-Theres Nadig
Marie-Theres Nadig   (Flums, 8 de març de 1954) és una esquiadora alpina suïssa, ja retirada, que destacà als Jocs Olímpics d'Hivern de 1972.
Destacà als 17 anys en la seva participació en els Jocs Olímpics d'Hivern de 1972 realitzats a Sapporo (Japó), on aconseguí guanyar contra tot pronòstic les medalles d'or en les proves de descens i eslàlom gegant. Favorita per repetir el títol en els Jocs Olímpics d'Hivern de 1976 realitzats a Innsbruck (Àustria), en la seva participació en la prova de descens i eslàlom patí dues caigudes i en la prova d'eslàlom gegant finalitzà en cinquena posició. En els Jocs Olímpics d'Hivern de 1980 realitzats a Lake Placid (Estats Units) aconseguí guanyar la medalla de bronze en la prova de descens, mentre que tant en l'eslàlom gegant com en l'eslàlom especial patí sengles caigudes. Les medalles aconseguides en els Jocs Olímpics són vàlides per al Campionat del Món d'esquí alpí.
Al llarg de la seva carrera Nadig aconseguí guanyar 24 proves de la Copa del Món d'esquí alpí i va pujar al podi en 57 ocasions. Guanyà la classificació general l'any 1981.
Un cop retirada, entre el 1999 i el 2005 va exercir com a seleccionadora nacional.

## Victòries a la Copa del Món
| Temporada | disciplina |
| --------- | ---------- |
| 1980      | Descens    |
| 1981      | General    |
| 1981      | Descens    |
| 1981      | Combinada  |